# さぬき市立長尾小学校
さぬき市立長尾小学校（さぬきしりつ ながおしょうがっこう）は、香川県さぬき市長尾東にある公立小学校。

## 概要
さぬき市の琴電長尾線 長尾駅の東側に位置する小学校である。

## 歴史

### 沿革
- 1872年 - 村内三大字（長尾東、長尾西、長尾名）に各1か所（尾崎学校、安松学校、上名学校）の仮校舎を設け、下等小学校の課程を設置[1]。
- 1892年 - 三大字合併して、長尾村立長尾尋常小学校とした。長尾学校を本校とし、安松分教場、塚原分教場、上名分教場とした。
- 1906年 - 高等科を併置して、長尾村立長尾尋常高等小学校となる。
- 1941年 - 長尾町立長尾国民学校と改称。
- 1947年 - 長尾町立長尾小学校と改称。
- 1950年（昭和25年）3月14日 - 町内に昭和天皇の戦後巡幸。長尾小学校校庭を長尾町奉迎場として昭和天皇を迎えた。
- 2002年 - さぬき市立長尾小学校となる。
- 2012年 - さぬき市立多和小学校を統合。
- 2017年 - さぬき市立前山小学校を統合。

## 進学先中学校
- さぬき市立長尾中学校

## 交通
- 琴電長尾線 長尾駅より徒歩11分

## 通学区域
長尾西、長尾東、長尾名、昭和(白羽を除く)、前山、多和地区。

## 著名な出身者
- 西條辰義（経済学者）
- 針井 穂太
- 米蹴 若村
- 若 雷庵